# 荘伯
荘伯（そうはく、? - 紀元前716年）は、中国春秋時代の晋の公族で、分家の曲沃の第2代当主（在位：紀元前731年 - 紀元前716年）。姓は姫、諱は鱓（ぜん）、諡は荘。桓叔の長男。

## 生涯
桓叔（成師）の没後に曲沃の当主となった鱓は、父の悲願である晋の翼宗家打倒の為に活発的に行動を起こす。紀元前724年には、翼宗家へ乗り込み、孝侯を暗殺するも、翼の家臣団が子の鄂侯を擁立したために曲沃へと逃げ戻った。
そこで鱓は、今度は鄭や邢を味方に付け、紀元前719年に再び翼へと攻め込んだ。この時に周の桓王が鱓に援助をした事で、鄂侯は随に出奔した。鱓は周王朝が自分の味方に付いた事で、晋の当主となって桓叔の悲願をかなえる事が出来ると期待したが、周王朝が鄂侯の子（『春秋左氏伝』では弟）の哀侯を擁立した事で、鱓は裏切られたと激怒し、哀侯も放逐してしまう。しかし、これに対して、翌紀元前718年に王室が西虢公に鱓の討伐を命じた為、鱓は再び曲沃へと逃げ帰った。
紀元前716年、失意の鱓は子の称（後の武公）に後事を託して逝去する。
死後、「荘」を諡され、荘伯と呼ばれる。